# Thothori Nyantsen
Lha Thothori Nyantsen (em tibetano: ལྷ་ཐོ་ཐོ་རི་གཉན་བཙན་; Wylie: lha tho tho ri gnyan btsan, chines: 佗土度, Também conhecido como Lhatho Thori) foi o 28º Rei de Bod (Tibete) de acordo com a tradição lendária tibetana. Lha "divino, pertencente aos deuses do céu" é um título honorário e não uma parte de seu nome próprio.

## Vida
Thothori pertencia à dinastia Yarlung que dominava a área do vale do Rio Bramaputra, chamado Yarlung Tsangpo no sul do Tibete. Estudiosos modernos acreditam que foi um governante histórico (não lendário), pois também é mencionado em uma fonte chinesa. Cálculos recentes sobre seu reinado, mostradas em moedas tibetanas da época, colocam seu reinado no ano 173 de acordo com W. D. Shakabpa e em 254 de acordo com Zurkhang Shappe. Mas isto aumentaria a longevidade dos antecessores de Songtsen Gampo (r. 618 – 649) para além dos limites da credulidade e uma estimativa mais razoável, segundo Hugh, seria c. 460 
Os Annais Tibetanos afirmam que Thothori foi enterrado em Donkhorda, o local das tumbas reais, à esquerda da tumba de seu filho Trinyen Zungtsen. 

## Budismo
De acordo com uma lenda nativa, escrituras budistas (entre elas o Kāraṇḍavyūha Sūtra) chegaram ao Tibete pela primeira vez na sua época. O conto afirma que isso aconteceu de uma forma milagrosa (os volumes caíram do céu no telhado do palácio real, da mesma forma que afirmam ter ocorrido com Indrabhuti, fundador do budismo Vajrayana), mas pode haver um antecedente histórico (chegada de missionários budistas). De qualquer forma, este primeiro contato dos tibetanos com o budismo não pode ter sido mais do que um incidente sem impacto duradouro.